# Qi Jianguo

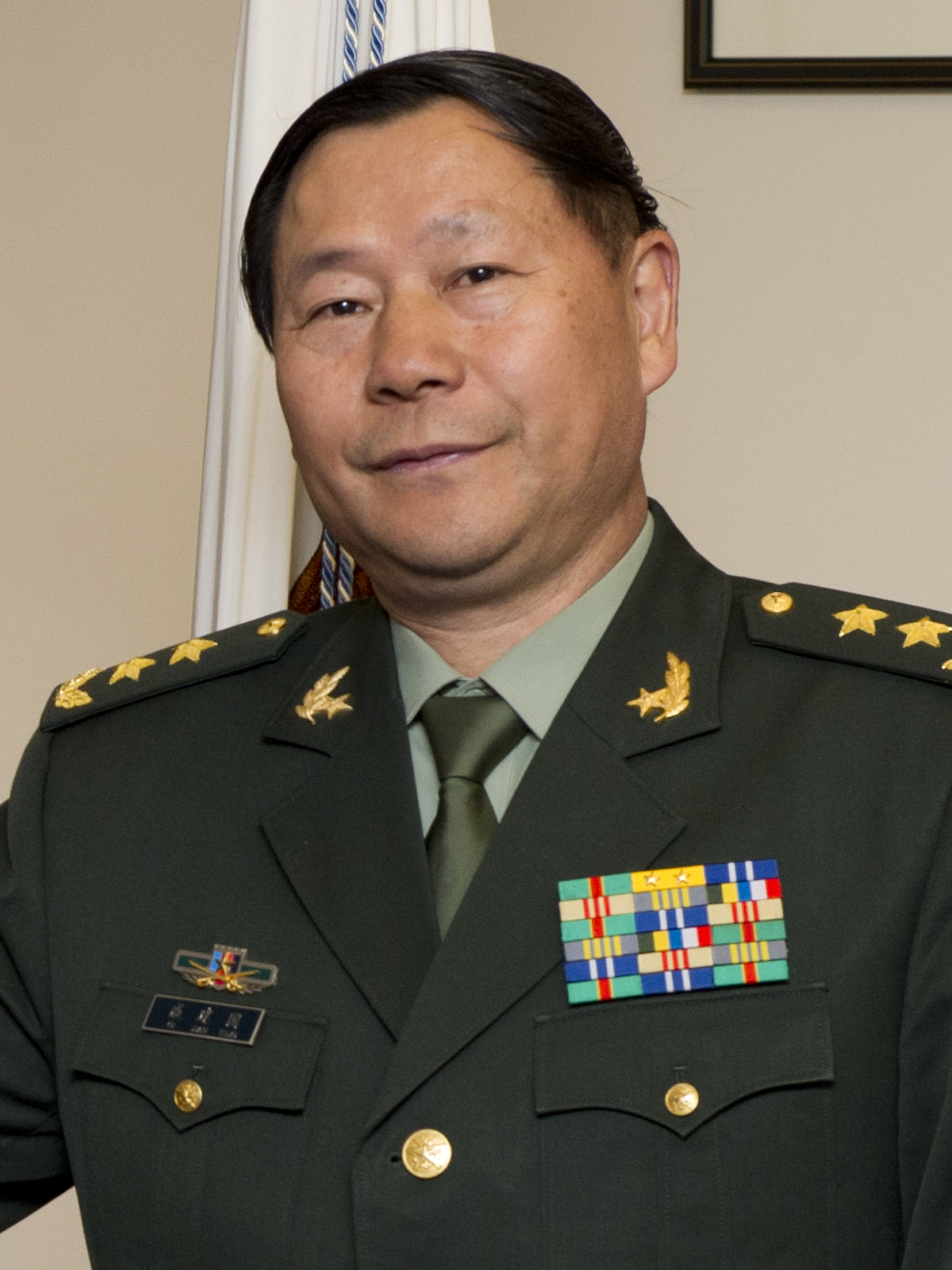
General Qi Jianguo (2012)

Qi Jianguo (chinesisch 戚建国; * August 1952 in Wendeng, Shandong) ist ein chinesischer Offizier, der als General von 2012 bis 2016 stellvertretender Chef des Stabes der Volksbefreiungsarmee sowie zwischen 2016 und 2017 stellvertretender Chef der Vereinigten Stabsabteilung der Zentralen Militärkommission war.

## Leben
Qi Jianguo trat nach dem Schulbesuch 1970 in die Volksbefreiungsarmee ein und war Absolvent der Nanjing Senior Army School. Er fand zahlreiche Verwendungen als Offizier sowie Stabsoffizier wie zum Beispiel als Kommandeur eines Bataillons in Vietnam. Nachdem er zwischen 2000 und 2001 Kommandeur der 1. Division der 1. Heeresgruppe war, fungierte er von 2001 bis 2002 als Chef des Stabes der 1. Heeresgruppe. Nach seiner Beförderung zum Generalmajor wurde er als Nachfolger von Xu Chengyun im Januar 2002 Kommandeur der 12. Heeresgruppe und verblieb in dieser Funktion bis Mai 2005, woraufhin seine Nachfolge von Wang Jiaocheng seine Nachfolge antrat. Er selbst wiederum löste im Mai 2005 Zhang Qinsheng als Direktor der Operationsabteilung des Generalstabs der Volksbefreiungsarmee und behielt dieses Amt bis Mai 2009, woraufhin Bai Jianjun ihn ablöste. Zugleich löste er Sun Jianguo im Dezember 2008 als Assistent des Stabschefs der chinesischen Volksbefreiungsarmee ab und übte diese Position bis Oktober 2012 aus, woraufhin Yi Xiaoguang seine Nachfolge antrat. 2010 erfolgte seine Beförderung zum Generalleutnant.
Im Oktober 2012 übernahm Qi als Nachfolger von Wei Fenghe den Posten als stellvertretender Chef des Stabes der Volksbefreiungsarmee und behielt diese bis zur Auflösung dieser Stellung Januar 2016. Stattdessen übernahm er im Januar 2016 die neu geschaffene Funktion als stellvertretender Chef der Vereinigten Stabsabteilung der Zentralen Militärkommission und behielt diese bis zu seiner Ablösung durch Ma Yiming im Januar 2017. Auf dem XVIII. Parteitag der Kommunistischen Partei Chinas (KPCh) im November 2012 wurde er Mitglied des Zentralkomitees (ZK) der KPCh und gehörte diesem Gremium bis 2017 an. Am 11. Juli 2014 wurde er zudem zum General befördert.